# 美國憲法中的權力分立
權力分立（Separation of powers）是一個政治學說，其主張政府的行政、立法與司法職權範圍要分明，以免濫用權力。
此學說起源可追溯至古希臘，而其後被英國與法國的哲學家進一步發展。在美國憲法裡，權力分立這詞從未出現，但其有著清晰的指示。其指出「所有立法權力皆由美国国会所有」、「行政權力則由美国总统所有」、「司法權力由一個美國最高法院和一些可以由國會隨時下令設立的次級法院所有」。憲法通過將政府權力一分為三，以達至權力制衡，防止權力集中與濫權。
雖然美國憲法並沒有规定各州政府也需要將權力三分，而只須為共和政體即可，但是大部份州政府均奉行權力分立，有著州政府、州議會（除內布拉斯加州的一院制州議會外，均實行兩院制州議會，即州參議院和州眾議院）、與州最高法院。雖然美國長期奉行權力分立，但在實際上，三權均互相操作並具有政治性質，例如美國最高法院大法官由總統提名，經國會參議院通過任命，提名程序具有強烈的政治色彩。

## 歷史

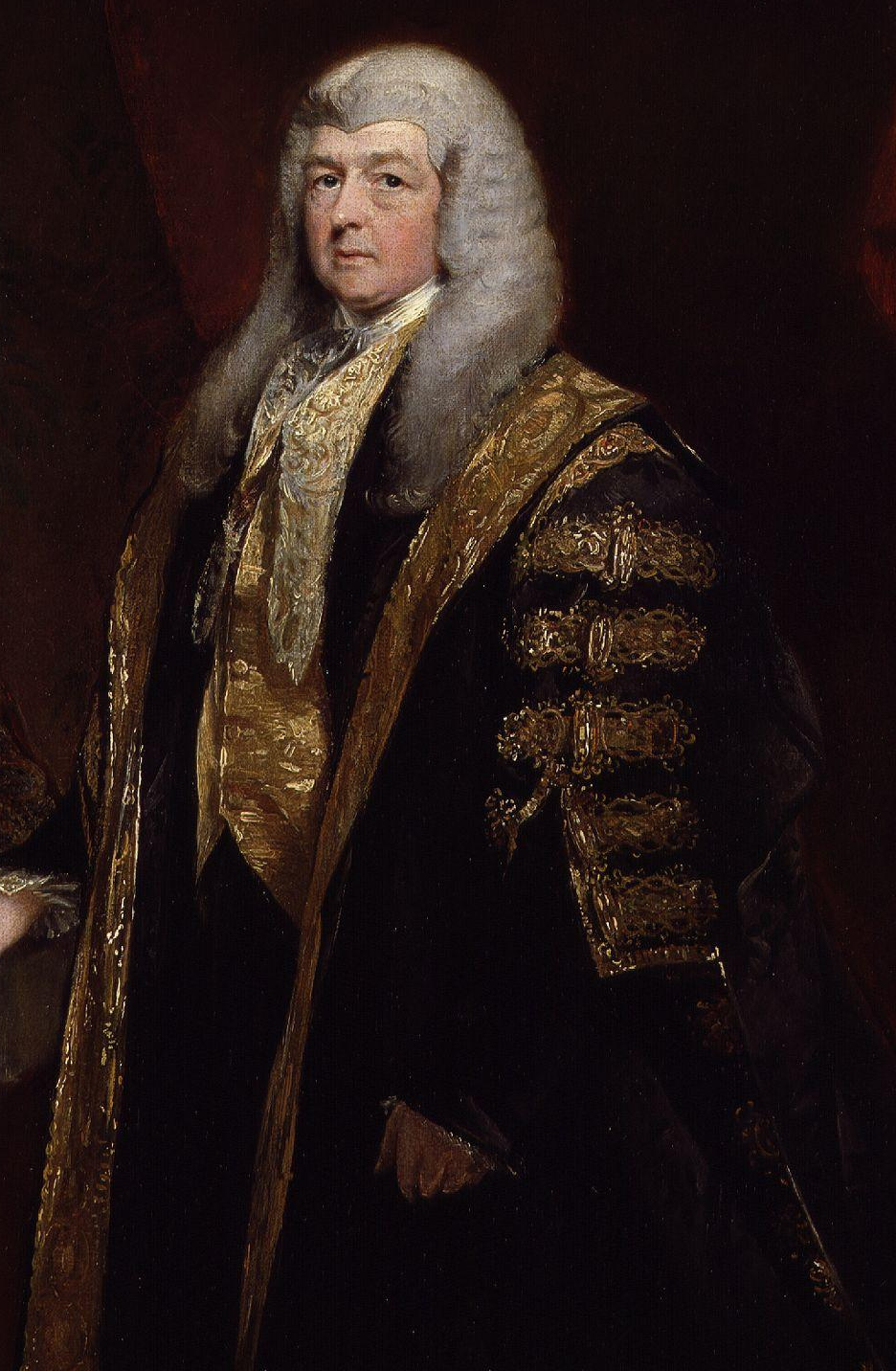
查爾斯·佩皮斯，首任科頓哈姆男爵、大法官兼上議院議長

權力分立原則的起源可追溯至亞里士多德時代。而在啟蒙時代時，少數哲學家如約翰·洛克與詹姆斯·哈林頓在其著作裡提倡這原則，反之，其他哲學家如霍布斯則強烈反對此原則。孟德斯鳩是其中一個權力分立的著名支持者。其著作對美國憲法的制定者影響很大。然而在某程度上美國憲法的制定者曲解了孟德斯鳩的原意。根據以撒·萊斯（Isaac Rice）（一個十九世紀的政治科學家）所言，孟德斯鳩反對權力集中於單一個人，而不是單一來源。因為美國借用了部份孟德斯鳩的哲理思想來建立在現代美國政府裡應用的權力制衡的系統，所以萊斯認為並不嚴格遵從權力分立原則的議會制並不符合孟德斯鳩的哲學。
嚴格的權力分立並沒有在英國施行，而美國憲法在某程度上參考了英國的政治制度。在英國，國王與議會的聯合（英國君主負責通過英國上議院與英國下議院的法令）為終極立法機關。行政機關以英王的名義行事－「即國王陛下政府」－而司法機關亦類似。英王的大臣通常為兩院議員，而政府需要在下議院維持大多數。其中一位大臣，大法官兼上議院議長是平衡法院的惟一仲裁者，同時亦是上議院的議會主席。所以人們可以認為英國政府並沒有遵照權力分立原則，雖然政府裡具有不同職權的機關經常會有爭論。
部份美國州份在十八世紀裡並沒有嚴格的遵照權力分立的原則。在新澤西州，州長同時亦是州最高法院的其中一員與州議會其中一院的議會主席。德拉瓦州州長為上訴法院其中一員；州議會兩院的議會主席，並在行政部門裡以副主席身分辦事。在德拉瓦州與賓夕凡尼亞州，行政會議的成員有時亦是法官。但是在另一方面，很多南方州份則清晰的列明了權力分立的原則，如馬里蘭州、維吉尼亞州、北卡羅來納州與喬治亞州均堅持權力分立。

## 美國憲法裡的權力分立

### 立法權
美國國會擁有唯一的立法權力。在不授權原則下，國會不會在其他機關委派任何立法代表。根據此原則，美國最高法院在1998年的克林頓訴紐約市案（Clinton v. City of New York）裡指出美國國會不應授予總統「擇項否決權」（line-item veto），因為這授權使得總統可以在簽署法案前對法案逐項否決，違反憲法的精神。
其中一個早期的不授權原則的確切限制的案例是1825年之「韋曼訴蘇哈德案」（Wayman v. Southard）。在這案件裡美國國會授予了法院制定司法程序的權力；這引起了很大爭論，美國國會這做法被認為違憲。當時美國最高法院院長约翰·马歇尔承認程序規則的設定為立法職能，其分辨了重要主題與其他細節。哈倫寫道：「一個廣義的規定應由國會制定，而國會應予受這些規定影響的官員權力來填滿這些細節。」
哈倫的言論與其後法院的決定使得美國國會在授予權力時更具彈性。在1935年，國家復興署設立的案件「謝克特牲畜公司訴聯邦案」（A.L.A. Schechter Poultry Corp. v. United States）裡，美國國會無法授予總統制定「公平競爭法」的權力。法院認為美國國會的授權範圍太過廣泛，故宣告該法違憲，並認為美國國會必須設定部份標準來統制政府官員，而法院的職能則只是為「公正與理性」、「公眾利益」與「公眾方便」。

### 行政權
美国总统擁有行政決策權，其主要職責為「監督法律之忠實執行」。根據這些字眼，憲法並沒有要求總統本人去執行法律；而是要求總統的下屬官僚完成這些職責。憲法授予總統監督法律之忠實執行的權力，使得其可以中止某位行政官員的任命。美國國會本身並不會中止這樣的任命或阻止總統施行這權力。然而，總統的權力並不會延伸至非行政機關。而此等事務則由戰爭索償委員會、州際商務委員會與聯邦貿易委員會等準司法和準立法實體來施行；其不會因總統的心血來潮的想法而受到影響。
美國國會並不會單側地限制行政官員在其職責裡的表現。在1983年之「美國移民歸化局訴崔德案」（INS v. Chadha）裡，美國最高法院推翻了一條授予美國國會否決美國司法部長的行政決策權力的法律。其後的裁決闡明了這情況；即使參眾兩院一起行動亦不能否決行政決策。然而，通由立法可以制定限制來統制行政官員。立法與國會式的單側否決權有所不同，後者並不需要向總統報告以取得其允許（請參看權力制衡一章）。

### 司法權
司法權為審判案件與爭論的權力；其由美國最高法院與由國會隨時下令設立的次級法院所有。其法官必須由總統在經由聽取國會建議與獲得國會同意後所委派，其職務為終身制，並會獲得足夠的超時工作補償。如果一個法院的法官並不具備這樣的性質，該法院則不能運行美國的司法權。可以運行司法權的法院則稱為「憲政法院」。
美國國會可能會成立「立法法院」，其具有準司法機關的形式，其成員並不像憲政法院般為終身制，且不會有超時補償。立法法院可能不可以運行美國的司法權。在1856年之「墨累租屋訴霍博肯土地公司案」（Murray's Lessee v. Hoboken Land & Improvement Co.）裡，美國最高法院指出立法法院不可審理與「習慣法、衡平法或海商法」相關的案件，立法法院只可審理「公權」問題（政府與個人間牽涉政治因素的案件）。

## 權力制衡
權力分立並不是絕對的；其以權力制衡的原則來實行。麥迪遜這樣寫道：「權力分立並不應完全分離，使得其三者間沒有互相受到憲法的控制。」權力制衡系統的設立是為了防止任何一種職權受到濫用，出現越俎代庖的情況。

### 國會

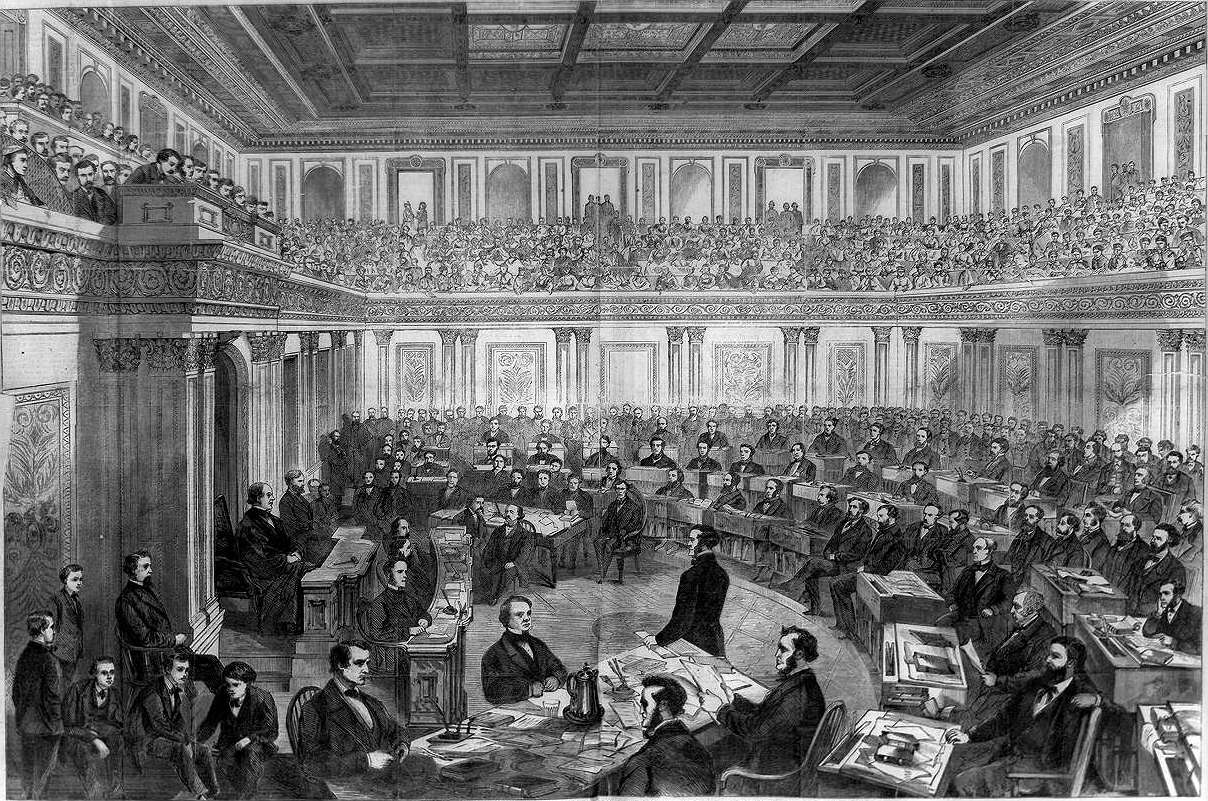
參議院擁有彈劾權，圖示為詹森被彈劾的情景。

行政官員與法官的薪金由國會所決定，但國會不能增加或減少總統的薪金，或減少法官在其任期內的薪金。國會亦會決定其議員的薪酬，但是美國憲法第二十七修正案限制了國會議員薪酬增加的生效期，議會薪酬增加的議案要在下屆國會選舉時方才生效。
眾議院擁有彈劾行政官員與法官的權力；參議院則負責覆核所有的彈劾提議。值得注意的是參議員與眾議員並不當為文官：其並不可作為彈劾的對象（若參眾兩院的議員有三分二或以上要求某議員退任，則沒問題）在眾議院只要有過半數支持便可通過彈劾議案，但此議案要經由參議院再作議決，並要獲得三分二支持方可生效。若官員被定罪，則會自動離任。在彈劾過程裡除移除其職位或阻止其轉職外，並沒有其他懲罰，但其所犯罪行則會在彈劾後作出審訊並處罰。
國會負責審查行政部門的組成。若在美國選舉人團制度下沒有一位總統候選人獲得過半數支持的話，則眾議會負責在票數最高的三位候選人中選出一位任總統（這是根據美國憲法第十二修正案所定立）。而副總統則由參議院在最高票數的兩位候選人裡選出。當副總統職位出缺時，總統可在得到參眾兩院同意後委派新人選。此外，總統若要任命內閣官員、駐外大使與其他行政官員，則必要取得參議院的建議與認同。當參議院休會時，總統可以不經確認程序作出暫時委派，稱為「休會任命」。
國會與總統亦可影響司法部門的組成。國會可以成立次級法院並擁有獨立司法權。此外，國會負責限制法院組成人員的數量。法官則由總統在聆聽國會建議並獲得其認同後指派。

### 總統
美國總統可以通由行使議案否決權來控制國會，但參眾兩院若各有三分二的票數反對該否決，則這否決權便沒效。當參眾兩院無法為休會期作出結論時，總統可以作出安排。參眾兩院或任何一院皆有可能會被總統命令召開緊急會議。而副總統是參議院的主席。
正如上述所言，總統可以在聽取參議院的建議與取得其認同後任命法官。其亦可頒佈特赦或緩刑令。其特赦令不用經過國會審核，亦不用得到被授予者同意。
美國總統亦是美國三軍的總司令。

### 法院
法院通由司法審查權來控制行政部門與立法部門。這個概念並沒有寫進憲法裡，但卻是眾多憲法草擬者的設想（如聯邦主義議文集也曾提及）。在「馬伯里訴麥迪遜案」一案裡，最高法院定立了運用司法審查權的前提，雖然如此，部份人仍然對此持有反對意見，認為此權力是為了政治目的，但在特定情況下的政治現實卻詭異地限制了反對意見，而此法律先例並且定立了法院可以宣告國會通過的法律違憲的權力。（詳情可參看美國司法審查權之探討 （页面存档备份，存于））
一個常見的誤解是最高法院為惟一的法院可以對法律的合憲與否作出判決；其實即使是次級法院亦可運用此權力。但只有最高法院的決定對聯邦具有約束力。上訴法院的決定只適用於該上訴法院的司法管轄區。
美國首席大法官在總統被彈劾期間會在參議院裡任議會主席。然而參議院的規則並沒有給予議會主席很多權力，所以首席大法官在這裡的角色只是較為無足輕重的。

## 三權對等
憲法並沒有明確指出任何一個政府部門擁有最高的權力，但是麥迪遜在聯邦主義議文集第五十一章寫道，現實上沒可能公平給予各部門自我辯護的權力，在共和國裡，立法部門的權力應是最為優先的，但司法部門始終具有最終裁定權。
有人可能會指出司法部為歷史上權力分立裡最弱的一環。其司法審核權和對其他兩系的獨立審查權經常被質疑。事實上，在南北戰爭前，法官運用其權力來推倒違憲的法案的案例只有兩宗：1803年之「馬伯里訴麥迪遜案」與1857年之「史考特訴桑福德案」。雖然最高法院廣泛地運用了司法審核權，但這並不能被認為是其具有與國會或總統同等政治權力的表示。
美國首六任總統不曾廣泛使用其否決權；華盛頓只曾否決過兩個議案、門羅只有一次、老亞當斯、傑弗遜與小亞當斯則沒有使用過。麥迪遜總統為行政主導信念的堅定支持者，其則曾七次推翻法案。首六任總統裡，沒有任何一位使用否決權來主導國策，但是第七任總統傑克遜，則首次使用否決權作為政治武器。在其兩屆任期裡，共否決了十二道法案；比其前數任的總和還多。
部份傑克遜的後繼者並沒有使用否決權，但其他的繼任者則間斷地使用。在南北戰爭後總統開始使用否決權來抗衡國會。詹森與國會鬥爭的故事最為著名。詹森是一名民主黨黨員，其否決了部份由激進共和黨議員通過的重建南方諸州的法案。國會則推翻了詹森二十九次否決裡的十五次，其亦企圖通由任職法（The Tenure of Office Act）來限制總統的權力。此法案使總統在解除內閣高級官員的職權時要經由參議院審批。當詹森故意違反此法案時，其被認為是違憲的（最高法院在稍後確認了這情況），眾議院對其作出了彈劾，其僅以一票之微開脱。

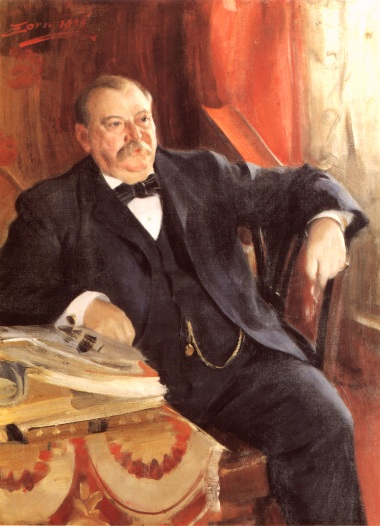
克利夫蘭積極為安德魯·詹森總統彈劾案後減弱的總統權力作出恢復。

詹森的彈劾案對總統職權損害很大，使其幾乎成為國會的下屬。有人認為總統應只作為象徵式的領袖，而美國眾議院議長則成為事實上的總理。詹森以後的首位民主黨總統克利夫蘭則試圖恢復總統的權力。在其首屆任期裡，共否決了超過四百個議案；是其前二十一位總統否決數總和的兩倍。其亦開始解除經由官僚主義的任免系統而來的官員，而以個人的功過來任免官職。參議院卻拒絕了這麼多的新任命，並要求克利夫蘭移交暫停權力的機密檔案。克利夫蘭堅定地拒絕了此請求，並說「這些暫停權力的決議為總統的行政法令……總統並不必對參議院負責，本人亦不願將有關本人的行動提交給參議院作出裁決。」克利夫蘭的高民望逼使參議院放棄要求並確認那些提名。而且國會最終廢除了在詹森任期內通過的極具爭議性的任職法。所以克利夫蘭的任期是總統虛位化的終結。
少數二十世紀的總統嘗試大幅擴大總統的職權。舉例來說，羅斯福提出總統被授予了權力，能做出任何不被法律明文禁止的事；這與緊隨其後的繼位者塔虎脫大為不同。小羅斯福在經濟大蕭條時擁有極大的權力。國會授予了小羅斯福廣泛的權力；在「巴拿马精炼公司诉瑞安案」（Panama Refining v. Ryan）裡，法院首次裁定國會給予總統的權力違返了權力分立的原則。前述的「謝克特生蓄公司訴聯邦案」一案，是小羅斯福總統任期內的另一個有關權力分立的案件。為了回應這麼多對其不利的法院裁決，小羅斯福提出了一個「最高法院改造」計劃（"Court Packing" plan），使得總統可以任命更多的法官進入最高法院這個計劃（被國會否決）會嚴重削弱司法部的獨立與權力。
尼克遜在總統任期內的權力被形容為「帝皇的權力」（參看帝皇總統制）；其使用國家安全作為其擴大職權的基礎。舉例來說，其主張「總統擁有與生俱來的職權來確保聯邦的安全」，使其可以在沒有法院許可令的情況下安裝竊聽器。尼克森亦主張「行政特權」，使其不受任何立法機關的監管；此外，其亦凍結了聯邦資金（換言之，其拒絕為國會通過的政府項目動用資金）。在上述各例裡，最高法院與尼克森站在對立面。即使在其後，尼克森的繼任人有時亦會主張其可以參與有關國家安全的事務或其擁有可以不受立法機關規管的行政特權。雖然這些主張已較尼克森時受到更大的制衡，但亦可認為總統的職權遠較十八和十九世紀時為大。
總統職權的擴大亦受益於現代媒體的建立。在人們注意力集中的時間有限和速簡的電視新聞的時代，新聞記者會傾向集中報導權力較為集中，並具有決策能力的人物，即美國總統，而不會報導權力較為分散，組織較為鬆馳的參眾兩院。

## 有關權力分立的觀點
美國的權力分立經常被批評為效率低下；當總統來自與控制國會的政黨不同的政黨時，兩者間的不合作可能會使得立法程序停頓。英國作家貝基哈特在其於1867年出版的書籍《英國憲法》（The English Constitution）裡批評了美國的這種制度，並特別提及了詹森任期內的事件。部份人提出美國應實行議會制，即國會內的最大黨或政黨聯盟同時控有行政與立法權，可以提高辦事效率。議會制的支持者包括了美國總統威爾遜。而貝基哈特將英國議會制與美國的制度作出比較時這樣寫道：
|  | 英國憲法，一言以蔽之，是建基在單一最高權力的基礎上，並使其行之有效：而美國憲法，則建基於分散最高權力的原則，並希望通由這種繁鎖的結構來掩蓋其低下性。 |

很多政治學家相信權力分立是美國相較卓異的重要因素之一。約翰·金敦（John Kingdon）認為，權力分立做成了美國獨特的政治結構發展。其認為美國國內的大量利益集團均有參與權力制衡，因為其可以影響政策制定並製造更多潛在的組織活動。其亦認為複雜的權力分立制度是較少國民參與政治的原因。

## 幽默
政治幽默作家歐克魯（PJ O'Rourke）曾在文章裡指出美國政府的權力分立在事實上為金錢、電視與胡說。

## 外部連結
- United States Constitution at Wikisource